# Peronema
Peronema là một chi thực vật có hoa trong họ Hoa môi (Lamiaceae).

## Loài
Chi Peronema gồm các loài: